# Chassey
Chassey is een gemeente in het Franse departement Côte-d'Or (regio Bourgogne-Franche-Comté) en telt 88 inwoners (2009). De plaats maakt deel uit van het arrondissement Montbard. Naar deze plaats is de Chasseycultuur vernoemd.

## Geografie
De oppervlakte van Chassey bedraagt 6,7 km², de bevolkingsdichtheid is dus 13,1 inwoners per km².
De onderstaande kaart toont de ligging van Chassey met de belangrijkste infrastructuur en aangrenzende gemeenten.

## Demografie
Onderstaande figuur toont het verloop van het inwonertal (bron: INSEE-tellingen).